# PCDHB15
PCDHB15‏ (Protocadherin beta 15) هوَ بروتين يُشَفر بواسطة جين PCDHB15 في الإنسان.